# بيرني توبين
برنارد جون توبين (بالإنجليزية: Bernard John Taupin)‏٬ هو شاعر غنائي، كاتب أغاني٬ مغني٬ وفنان إنجليزي معروف بعمله طويل الأمد والقائم لحد الآن مع المغني الإنجليزي إلتون جون٬ وقد عملا معاً على تأليف وكتابة الأغاني منذ عام 1967.
كما أنه حائز على جائزة أوسكار مرة واحدة وعلى جائزة الغولدن غلوب مرتين.

## وصلات خارجية
- بيرني توبين على موقع IMDb (الإنجليزية)
- بيرني توبين على موقع الموسوعة البريطانية (الإنجليزية)
- بيرني توبين على موقع ميوزك برينز (الإنجليزية)
- بيرني توبين على موقع ميوزك برينز (الإنجليزية)
- بيرني توبين على موقع قاعدة بيانات برودواي على الإنترنت (الإنجليزية)
- بيرني توبين على موقع إن إن دي بي (الإنجليزية)
- بيرني توبين على موقع أول ميوزيك (الإنجليزية)
- بيرني توبين على موقع ديسكوغز (الإنجليزية)
- بيرني توبين على موقع ديسكوغز (الإنجليزية)
- بيرني توبين على موقع قاعدة بيانات الفيلم (الإنجليزية)